# Гандзакская епархия

Карта Елизаветпольской губернии

Гандзакская (Елисаветпольская) епархия Эчмиадзинского патриархата Армянской Апостольской церкви (арм. Հայ Առաքելական եկեղեցու Էջմիածնի պատրիարքության Գանձակի (Ելիսավետպոլի) թեմ) — упразднённая епископская епархия Армянской Апостольской церкви бывшая в составе Эчмиадзинского патриархата с центром в городе Гандзак (современная Гянджа).
На территории упразднённой Гандзакской епархии позже была образована Азербайджанская епархия Армянской Апостольской церкви, которая включала всю территории современного государства Азербайджан, однако в результате Первой карабахской войны и депортации более полумиллиона армян из Азербайджана Азербайджанская епархия также была упразднена. Единственной действующей современной епархией Армянской Апостольской церкви на территории бывшей Гандзакской епархии является Арцахская епархия (на территории непризнанной Нагорно-Карабахской Республики)

## История
В юрисдикцию Ахалцихскойепархии входила территория Елизаветпольской губернии Российской империи. По данным на 1911 год количество верующих Армянской Апостольской церкви — 100.000, общин — 72, а также верующих Армянской Католической церкви — 10.000.
Епархия имела 93 церквей.